# Bureälven
Bureälven eller Bure älv er en elv der løber i Västerbotten i Västerbottens län i det nordlige Sverige, syd for Skellefteå. Den har sit udspring omkring 247 moh. 64°43′22″N 20°3′57″Ø / 64.72278°N 20.06583°Ø i området ved Bastuträsk (Norsjö kommun) og kaldes i starten Buran. Nærmere Burträsket ved byen Burträsk udvides ådalen og den er endnu en lille å, først nedanfor Burträsket kan den kaldes en elv. 
Bureälven er cirka 80 kilometer lang, hvoraf cirka halvdelen er nedstrøms for Burträsket. Afvandingsområdet er 1.046 kvadratkilometer stort, og har usædvanlig mange søer undervejs. De største vandfald ligger i nærheden af Bottenbugten ved byen Bureå, og der er opført flere mindre vandkraftværker, men den er ikke tørlagt på længere strækninger
Kilde
- Långvattsån

Bifloder (med strømmen)
- Bjurbäcken
- Tvärån
- Lillån

Søer (med strømmen)
- Burträsket
- Mjödvattnet
- Falmarksträsket
- Bodaträsket